# Bupleurum alatum
Bupleurum alatum är en flockblommig växtart som beskrevs av R.H.Shan och M.L.Sheh. Bupleurum alatum ingår i släktet harörter, och familjen flockblommiga växter. Inga underarter finns listade i Catalogue of Life.